# Toromys rhipidurus
Toromys rhipidurus is een zoogdier uit de familie van de stekelratten (Echimyidae). De wetenschappelijke naam van de soort werd voor het eerst geldig gepubliceerd door Thomas in 1928.

## Voorkomen
De soort komt voor in Peru.